# أرت فينلي
أرت فينلي (بالإنجليزية: Art Finley) هو مقدم برامج إذاعية أمريكي، ولد في 1926 في فيرمونت في الولايات المتحدة، وتوفي في 7 أغسطس 2015.